# Howard Valentine
Howard Van Nostrand Valentine (né le 14 décembre 1881 à Brooklyn et mort le 25 juin 1932 à Manhattan) est un athlète américain spécialiste du Sprint long et du demi-fond qui participa aux 3e Jeux olympiques de Saint-Louis. Son club fut le New York Athletic Club.

## Palmarès
| Date | Compétition                   | Lieu        | Résultat | Épreuve                  |
| ---- | ----------------------------- | ----------- | -------- | ------------------------ |
| 1904 | Jeux olympiques d'été de 1904 | Saint-Louis | 1er      | Cross-country par équipe |
| 1904 | Jeux olympiques d'été de 1904 | Saint-Louis | 2e       | 800 mètres               |